# 양동관
양동관(梁東冠, 1948년 ~)은 대한민국의 판사 출신 법조인이다.

## 생애
1948년 전라남도 보성군에서 태어났다. 광주고등학교와 서울대학교 법학과를 졸업하고 1972년 제14회 사법시험에 합격했다. 1977년 서울지방법원 북부지원 판사에 임명되어 1992년 인천지방법원, 수원지방법원 등에서 부장판사를 하다가 2004년 법원장으로 승진하여 의정부지방법원, 창원지방법원, 서울가정법원에서 법원장을 역임하였다. 서울가정법원장을 마지막으로 법관 생활을 마치고 변호사 사무소를 개업하여 서울고등법원 조정위원 협의회 회장에 선출되었다.
서울고등법원 형사부 부장판사에 재직할 때 기존 대법원 판결과 달리 약식명령을 형법 제37조 후단의 확정판결에서 제외되는 것으로 판결하여 이후 형법 개정의 계기를 제공하였으며, 법원행정처 법정국장으로 재직할 때는 등기전산화의 기틀을 닦았다.